# Super Mario World 2: Yoshi’s Island
Super Mario World 2: Yoshi’s Island, в Японии вышедшая под названием Super Mario: Yossy Island (яп. スーパーマリオ　ヨッシーアイランド Су:па: Марио Ёсси: Айрандо) — платформер, выпущенный компанией Nintendo для SNES в 1995 году. Yoshi’s Island является одной из наиболее продаваемых, а также одной из наиболее значимых игр на SNES. Несмотря на своё название, она представляет собой приквел к предыдущим играм Mario. Графика игры и игровой процесс отличается от других игр серии Mario — игрок управляет динозаврами Йоши, а не самим Марио, который появляется как беспомощный младенец.
Визуальное оформление игры имитирует стиль карандашного рисунка — это было новшеством для данной франшизы, сама идея исходила от продюсера игры — Сигэру Миямото, которому не нравились заранее визуализированные трёхмерные модели персонажей в качестве спрайтов, популярные в то время благодаря таким проектам, как Donkey Kong Country. Yoshi’s Island была выпущена в Японии в августе 1995 года, спустя два месяца состоялась мировая премьера игры. Некоторые из её специальных эффектов были реализованы благодаря использованию микрочипа Super FX2. В 2002 году игра была переиздана для Game Boy Advance под названием Yoshi’s Island: Super Mario Advance 3, которая содержала небольшие изменения. Nintendo также выпустила эту версию игры на Nintendo 3DS и Wii U Virtual Console.
Специализированная пресса приняла Yoshi’s Island восторженно — игра получила всеобщее признание и имела внушительный финансовый успех — было продано более четырёх миллионов экземпляров. Обозреватели 1990-х и 2000-х единогласно признавали игру шедевром и лучшим платформером всех времён, высоко отмечая её эстетику, звуковое оформление, дизайн уровней и геймплей. Благодаря этому проекту Йоши получил известность как «игровой персонаж», в свою очередь этот успех подчёркивал художественные и режиссёрские таланты Миямото. Визуальная эстетика игры и авторские приёмы Yoshi’s Island стали ориентиром для ряда спин-оффов и продолжений, в том числе Yoshi's Story, Yoshi's Island DS, Yoshi's New Island и Yoshi's Woolly World. Следующий платформер про Марио в 2D (для домашних консолей) — New Super Mario Bros. — был выпущен 14 лет спустя.

## Сюжет

Йоши целится яйцом в Цветок-людоед. Таймер в правом верхнем углу экрана отсчитывает время, за которое ему нужно подобрать Марио, если тот свалился с его спины. Игра имеет «рисованное от руки» оформление, имитирующее цветные мелки

Действие игры разворачивается на затерянном в море острове, известном как Остров Йоши (англ. Yoshi’s Island) — родине всех динозавров Йоши, в то время, когда Марио и Луиджи были еще младенцами. На динозаврика Йоши с неба сваливается малыш Марио. Его потерял аист, на которого напал злой волшебник — Купа Камек. Кроме того, волшебник похитил брата Марио — малыша Луиджи. Йоши и его друзья-динозавры решают помочь маленькому Марио пересечь остров, спасти брата и вернуться к родителям, а Камек чинит им преграды и усиливает с помощью своей магии врагов, встречающихся у них на пути.

## Игровой процесс
Yoshi’s Island представляет собой сайд-скроллер-платформер. Игроку предлагается управлять динозавриками Йоши. Марио в игре предстаёт в роли беззащитного малыша, сидящего на спине у динозавра и неспособного самостоятельно перемещаться (если у него нет звезды).
Йоши может поедать большинство врагов, превращая их в разноцветные яйца, которые следуют за ним по пятам и могут использоваться в качестве метательного оружия. На некоторых уровнях Йоши может трансформироваться — к примеру, превратиться в вертолёт для преодоления воздушных препятствий, или стать кротом, чтобы преодолевать подземные преграды. Если кто-то из врагов ударяет динозаврика, то малыш Марио взлетает с его спины и пари́т внутри мыльного пузыря; запускается обратный отсчёт времени, и если за отведённое время игрок, управляя Йоши, не успеет поймать Марио, то прилетают слуги Камека и похищают его, а Йоши при этом теряет одну жизнь.
Игра состоит из шести игровых миров, каждый из которых в свою очередь делится на восемь уровней, что в сумме с бонусными и скрытыми зонами даёт 55 уникальных игровых уровней. При их прохождении игрок сталкивается с 127 различными видами врагов, около 40 из которых были разработаны специально для данной игры. В конце каждого 4-го (крепость) и 8-го уровня (замок) появляется босс, которого нужно победить, чтобы перейти на следующий этап.
На каждом уровне есть 20 скрытых красных монеток, 5 цветочков и 30 максимально накопленных секунд таймера Марио (звёздочек). Если собрать их все, то уровень будет пройден на 100 %, и после того, как в одном из миров будут полностью пройдены все 8 уровней, открывается дополнительный уровень. Таким образом, игра включает в себя шесть секретных уровней (по одному в каждом мире), проходить которые можно снова и снова с целью сбора полезных вещей и дополнительных жизней, которые можно выиграть в бонусной игре в конце каждого уровня.

## Разработка и переиздание
... мы добавили в Yoshi’s Island множество бонусов. Чем больше Вы играете в игру — тем больше неожиданностей она будет вам преподносить. Качество и количество идей, включённых в Yoshi’s Island, делают эту игру первоклассной.
В период работы над Super Mario World Сигэру Миямото решил, что сделает Йоши следующим героем серии, так как «создателю Марио» не нравились другие проекты с участием этого персонажа — включая Yoshi’s Safari и Yoshi’s Cookie — и он считал, что мог бы сделать более аутентичную игру с ним в главной роли. Когда Миямото впервые принёс свой новый проект в маркетинговый отдел Nintendo, там забраковали игру, ссылаясь на её неактуальный графический стиль, поскольку в то время в моде была пре-рендеренная компьютерная графика в духе Donkey Kong Country. Сравнивая эти два проекта, специалисты по маркетингу сочли, что игре не доставало мощи, чтобы произвести должное впечатление на игроков. Однако рассерженный Миямото в ответ ещё радикальнее углубил визуальный стиль Yoshi’s Island, создав графику, имитирующую картинки, нарисованные от руки цветными мелками. К его удивлению, маркетинговый отдел утвердил этот вариант. Позже Миямото вспоминал, что всё это вызывало чувство, будто маркетологи желали «лучшие аппаратные средства и более красивую графику вместо… искусства». В период трений с маркетологами Миямото заявил, что «Donkey Kong Country доказывает, что игроки будут мириться с посредственным игровым процессом только из-за хорошей графики». Тем не менее позже он разъяснил свои упрёки, заметив: «не так давно сплетники распространили эту цитату. Считаете, что мне действительно не нравилась эта игра? Я просто хочу разъяснить, что это не соответствует действительности, потому что я был очень вовлечён в её создание. И даже общался по электронной почте с Тимом Стэмпером почти ежедневно, вплоть до окончания её разработки». Тем не менее во вступительном ролике к игре и некоторых внутриигровых интерлюдиях можно наблюдать анимационные фрагменты, использующие заранее визуализированные трёхмерные модели персонажей.

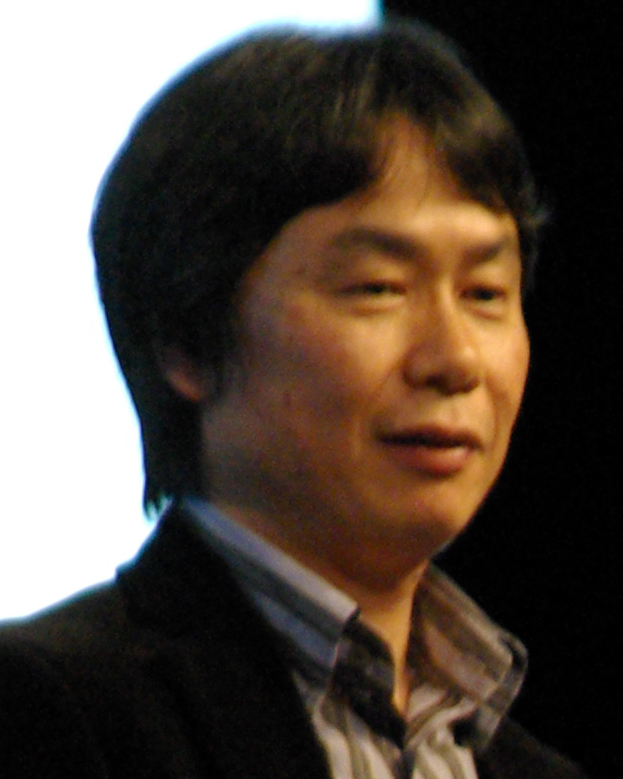
Создатель и продюсер игры — Сигэру Миямото, именно он был автором её визуального стиля

Yoshi’s Island была разработана компанией Nintendo EAD и выпущена фирмой Nintendo эксклюзивно для приставки Super Nintendo Entertainment System. По словам Миямото, которому была отведена роль ведущего продюсера проекта, на разработку игры ушло около четырёх лет — за это время команда успела добавить «много различных бонусов». В картридж игры был установлен дополнительный микрочип, с помощью которого было реализовано вращение и другие визуальные эффекты, включающие изменение масштабирования спрайтов — Argonaut Games Super FX2. Изначально разработчики делали упор на будущее использование чипа Super FX, однако к концу работы над проектом Nintendo уже перестала поддерживать эту технологию, и в связи с этим Yoshi’s Island стала первой игрой, поддерживающей технологию FX2. Благодаря чипу удалось добиться таких эффектов, как падающий на передний план разводной мост, различное масштабирование поверженных врагов, а также психоделический эффект на уровнях, где Йоши касается плавающих грибов.
Игра была выпущена в Японии в августе 1995 года, а спустя два месяца появилась в Северной Америке и Европе. Yoshi’s Island была издана на «закате» SNES как главной консоли Nintendo, в следующем году ожидался выход новой приставки от японского производителя — Nintendo 64. 23 сентября 2002 года платформер был переиздан для Game Boy Advance под названием Yoshi’s Island: Super Mario Advance 3, и во время предварительного показа на выставке E3 (2002-й год) портал IGN назвал его «лучшим платформером» на портативной консоли. Версия игры для Game Boy Advance является прямым портом оригинала за исключением нескольких изменений: разработчики использовали голос Йоши из последующих игр серии, размер дисплея был слегка «обрезан» из-за особенностей маленького экрана портативной консоли, также были добавлены эксклюзивные бонусные уровни. Как и другие проекты из серии Super Mario Advance, игра включает в себя оригинальную Mario Bros. с поддержкой до четырех игроков через специальный соединительный кабель. В новом картридже не требовался дополнительный микрочип для поддержки спецэффектов.
Версия Game Boy Advance была перевыпущена на приставках Nintendo 3DS и Wii U с помощью цифровой дистрибуции — платформы Virtual Console. В этой версии сохранились урезанный экран и бонусная игра Mario Bros., но без многопользовательского режима. Порт для 3DS был выпущен 16 декабря 2011 года в качестве эксклюзивной награды для первых покупателей консоли. Игра не получила более широкого релиза. Версия для Wii U увидела свет 24 апреля 2014 года. На выставке E3 2010 года Nintendo демонстрировала «классические» 2D-серии, такие как Yoshi’s Island, в виде 3D-игр с «эффектом 3D-книг».

## Отзывы критиков
| Сводный рейтинг    | Сводный рейтинг | Сводный рейтинг |
| Издание            | Оценка          | Оценка          |
| Издание            | GBA             | SNES            |
| ------------------ | --------------- | --------------- |
| GameRankings       | 89,55 %         | 96,00 %         |
| Metacritic         | 91/100          |                 |
| Иноязычные издания |                 |                 |
| Издание            | Оценка          | Оценка          |
| Издание            | GBA             | SNES            |
| AllGame            | [ 26 ]          | [ 27 ]          |
| Edge               | 8/10            | 9/10            |
| Eurogamer          | 9/10            |                 |
| GameFan            |                 | 100, 99, 100    |
| GameSpot           | 9,2/10          |                 |
| IGN                | 9,4/10          |                 |
| Next Generation    |                 | [ 32 ]          |
| Nintendo Life      | 9/10            | 10/10           |
| Retro Gamer        |                 | 97 %            |

Yoshi’s Island, как указывают ретроспективные обзоры сайта IGN и данные портала Metacritic, получил «моментальное всеобщее признание». В 1995 году обозреватель журнала Diehard GameFan назвал игру «возможно, лучшим платформером всех времён». Рецензент издания Nintendo Power также восхищался игрой, охарактеризовав её как «одну из самых лучших, самых красивых игр в истории». Редакция журнала Next Generation тоже осталась под сильным впечатлением от достоинств игры — её «масштабов и реиграбельности». Три рецензента из Diehard GameFan поставили игре оценку, близкую к «совершенству» (ей не хватило одного балла); в частности, Николас Дин Дес Баррес (англ. Nicholas Dean Des Barres) заявил, что это «одна из немногих игр, которую можно назвать настоящим шедевром», и посетовал, что журнал до этого присудил Donkey Kong Country дополнительный балл для «высшей оценки», так как теперь эта игра выглядела не столь выигрышно в сравнении с Yoshi’s Island. Единственный балл был вычтен за «раздражающей визг» младенца Марио. Журналы Nintendo Power и Nintendo Life также сочли плач младенца раздражающим. «Майор Майк» (англ. Major Mike) из GamePro назвал этот платформер «произведением искусства». Он хвалил «почти идеальное» управление, вариативность методов прохождения, визуальное разнообразие и «обилие скрытых бонусов», и в отличие от других обозревателей счёл вопли младенца Марио о помощи довольно трогательными. Рецензент пришёл к выводу, что Yoshi’s Island «является одной из последних в своём роде: 16-битная игра, в создание которой вложили душу и креатив». Десять лет спустя, в статье для Nintendo Life, Каэс Дельгредо (англ. Kaes Delgrego) посетовал на «вопль младенца» и излишнюю лёгкость некоторых боссов —  с его точки зрения эти два фактора были единственными недостатками игры. Автор статьи отметил заслуги Yoshi’s Island в совершенствование жанра, назвав игру «возможно, величайшим платформером всех времён».
Как рецензенты периода выхода игры, так и авторы ретроспективных обзоров хвалили её эстетику, дизайн уровней и геймплей, которые обеспечили Yoshi’s Island место в истории. Многие называли её «очаровательной». Так, по словам Дельгредо, однажды он остановился посреди уровня, чтобы просто посмотреть, чем будут заниматься враги дальше. Журналист Мартин Уоттс (англ. Martin Watts) описал визуальный стиль игры, как «абсолютную усладу для глаз, в отличие от любой другой игры SNES». Другие обозреватели также высоко отмечали удобство управления, технические эффекты и звуковой дизайн. Дельгредо писал, что во время финальных титров у него по коже бежали мурашки, и отметил богатый диапазон саундтрека — от «беззаботного вступления» до «эпической, величественной темы во время битвы с последним боссом».
Редакция журнала Edge высоко оценила баланс игры — между «хардкорностью и казуальностью». По мнению журналистов новые пауэр-апы Yoshi’s Island привносили в игровой процесс и дизайн уровней большую вариативность, и эти пауэр-апы были существенными дополнениями для франшизы, наряду с «костюмами» из Super Mario Bros. 3 или дебюта Йоши как одного из центральных персонажей  в Super Mario World. По мнению одного из  журналистов Diehard GameFan геймплей игры был столь новаторским, что он был готов «рыдать от восторга»; автор перечислил наиболее полюбившиеся ему новинки: супер-младенец Марио, семенной пулемёт и уровень со снежным комом. Мартин Уоттс назвал механику с «яйцами из врагов» «изобретательной», так как она поощряет исследование окружающей среды и разумное расходование ресурсов. Edge описал Yoshi’s Island как «слияние технологий и творчества, полностью дополняющих друг друга». По мнению редакции журнала спецэффекты были умело интегрированы в игровой процесс, а мастерство разработчиков напоминало «кропотливую ручную работу» — «внимание к деталям на высшем уровне, такому статусу могут соответствовать лишь немногие игры».
В обзоре для Game Boy Advance Крейг Харрис (англ. Craig Harris) из IGN назвал игру лучшим платформером, выпущенным на консолях, и вообще лучшим платформером всех времён. Автор статьи отмечал, что хотя корни Yoshi’s Island уходят в серию про приключения Марио, она породила достаточно оригинальных идей, чтобы стать началом отдельной франшизы. Его коллега — Лукас М. Томас (англ. Lucas M. Thomas) — добавлял, что сюжет игры был так же интересен, как и первоначальная история самих братьев Марио. По мнению Харриса, микрочип FX2 «вдохнул в игру жизнь», в свою очередь, картридж для Game Boy Advance мог обрабатывать спрайтовые эффекты так же хорошо. Среди плюсов игры автор также отмечал идею с трансформациями Йоши и хорошие звуковые эффекты. Кроме того Леви Бьюкенен (англ. Levi Buchanan) из того же издания хвалил выверенный баланс сложности. Среди минусов переиздания для GBA отмечались «проседание» FPS в моменты, когда на экране находилось много объектов, проблемы с панорамированием камеры из-за низкого разрешения экрана, а также «плохая» реализация некоторых спецэффектов. Рецензенты писали, что графика в стиле «книжки-раскраски» выглядела по-прежнему хорошо. Харрис, подводя итог, назвал эту игру лучшей в серии Super Mario Advance. В обзорах аналогичной версии для Wii U Мартин Уоттс из Nintendo Life также обратил внимание на проблемы с частотой кадров и низкое разрешение экрана, которые были «не столь существенны, чтобы испортить впечатления от игры, но всё же заметны». По мнению обозревателей журнала Edge, игра разочаровывала лишь линейностью надземного мира в сравнении с богатой вариативностью в Super Mario World. По словам рецензентов, «любой сиквел … оказывает меньшее влияние на жанр» в сравнении с оригиналом.

## Наследие
Множество игровых обозревателей объявило Yoshi’s Island «шедевром». Лукас М. Томас назвал игру «одним из своих самых любимых приключений на приставке SNES». Yoshi’s Island упрочила позиции своего создателя, а главный герой благодаря ей получил широкую известность. Рецензент отмечал, что игра стала своеобразным бенефисом для Йоши — прославив этого персонажа, она закрепила за ним несколько хрестоматийных умений — «пари́ть», бросать яйца и менять форму. Младенец Марио, впервые появившийся в этой игре, пользовался «определённым успехом» и в дальнейшем фигурировал в нескольких играх компании Nintendo. Продюсер серии Такаси Тэдзука заявлял, что он сознательно продолжал использовать идею с графикой в стиле «сделано вручную» в следующих играх серии. Так, позже был использован эффект вязания и другие похожие вариации. Редакция журнала Official Nintendo Magazine, оценивая художественный стиль игры и инновационную игровую механику, назвала Yoshi’s Island «смелый шагом для Nindendo, который окупился сторицей». В свою очередь, Каэс Дельгредо заявлял, что Yoshi’s Island ознаменовал новую эру искусства в видеоиграх, где во главу угла ставится творчество, а не графика.
Дельгредо отмечал, что «здоровье» персонажа на основе обратного отсчёта времени стало «революционной механикой», которая позже станет повсеместной в играх серии Halo. Мартин Уоттс утверждал, что, хотя Super Mario 64 являлся более знаковым событием для игровой индустрии, по его мнению, Yoshi’s Island был «самым значительным событием в хронологии серии Марио». Согласно статистике, Yoshi’s Island занимает восьмое место среди самых популярных игр для SNES.
По словам Джареда Пе́тти (англ. Jared Petty) из IGN, Yoshi’s Island прошёл «испытание временем гораздо лучше, нежели многие его современники». Его коллега Леви Бьюкенен считал, что Nintendo рискнули, сделав Марио пассивным персонажем, но благодаря этому Йоши получил новые способности и этот риск окупился сполна. В статье для альманаха «1001 видеоигра в которую вы должны поиграть, прежде чем умереть» Кристиан Донлан (англ. Christian Donlan) написал следующее: «Эта игра была свидетельством ошеломляющей уверенности команды Марио в своём потенциале». Автор добавил, что игра была, «пожалуй, самым творческим платформером» своего времени. Yoshi’s Island занял 22-е место на официальном рейтинге журнала Official Nintendo Magazine (2009) «100 лучших игр Nintendo» с формулировкой «добросовестная классика». Кроме того, игра заняла 15-ю строчку в списке IGN «125 лучших игр Nintendo всех времён» и 44-ю в «100 лучших игр всех времён». Помимо этого, Yoshi’s Island занял 2-е место в рейтинге «Самый лучший платформер серии Марио» (2015) по версии сайта USgamer.

### Сиквелы и спин-оффы
Популярность Yoshi’s Island сделала из Йоши звезду — 1995-й год прошёл под знаком «зелёного динозаврика». По мнению Лукаса М. Томаса, на фоне рисованного стиля Yoshi’s Island компьютерная графика Donkey Kong Country выглядела устаревшей, хотя обе игры были очень успешны в финансовом отношении. На волне популярности Йоши компания Rareware добавила его в свою игру Donkey Kong Country 2: Diddy's Kong Quest в виде камео. Графическая стилистика и персонажи игры были включены в головоломку Tetris Attack (1996).

Успех Yoshi Island превратил главного героя в одну из звёзд Nintendo

После успеха Yoshi’s Island Nintendo разработала несколько игр, первой из которых стало продолжение истории про Йоши Yoshi’s Story. Игра была выпущена в 1998 году на приставке Nintendo 64. Однако она разочаровала аудиторию и не оправдала огромные ожидания — проект предлагал поиск квестов и содержал трёхмерную графику, которой сторонился Миямото при создании Yoshi’s Island. В новой игре Nintendo существенно расширила «диапазон» голоса Йоши, однако рецензенты отмечали, что, стремясь развить персонажа, Nintendo упростила его образ, «сделав динозаврика довольно глупым». Позже было выпущено два спин-оффа игры. Первым стал Yoshi Topsy-Turvy для GBA, заточенный под управление при помощи акселерометра. Этот проект был разработан фирмой Artoon и получил очень низкие оценки от критиков. Вторая игра, Yoshi Touch & Go (2005), была выпущена самой Nintendo и получила позитивные оценки от игровой прессы. Создать следующую игру франшизы вновь поручили фирме Artoon. Yoshi's Island DS была прямым продолжением оригинала, её выпустили в 2005 году на портативной приставке Nintendo DS. Игра сохранила основную концепцию оригинала (транспортировка младенца), но к этому были добавлены новые «малыши» со своими уникальными способностями — младенцы Принцесса Пич, Боузер, Донки Конг и Варио. Йоши имел набор движений, схожий с Yoshi’s Island, хотя были добавлены новые способности — рывок и умение плавать, однако в этой части динозаврик играл более «пассивную» роль по сравнению с младенцем на спине.
Спустя семь лет продюсер серии Такаси Тэдзука решил, что прошло время сделать ещё один прямой сиквел игры. Yoshi’s New Island для Nintendo 3DS был выпущен в 2014 году. Он был разработан бывшими сотрудниками Artoon, которые объединились в новую компанию Arzest. Как и в оригинале, Йоши нужно оберегать младенца Марио и бросать яйцами во врагов. Среди новшеств в игру была добавлена возможность глотать больших врагов, которые превращаются в крупные яйца, а с помощью них можно разрушать большие препятствия. В статье для альманаха «1001 видеоигра, в которую вы должны поиграть, прежде чем умереть» Кристиан Донлан писал, что, несмотря на то, что франшиза теперь располагала «недурственным» Yoshi’s Story и «блестящим» Yoshi’s Touch and Go, им не удалось превзойти оригинал. В превью к игре Yoshi's Woolly World (2015) от портала Eurogamer, Том Филлипс с сожалением написал: «прошло 20 лет с выхода последней по-настоящему великой игры про Йоши…».